# Сражение при Валкеале
Сражение при Валкеале (швед. Slaget vid Valkeala) — сражение во время русско-шведской войны 1788—1790 гг., произошедшее 29 апреля 1790 года у деревни Валкеала на юго-востоке Финляндии (тогда территория Российской империи) между шведской армией и российским отрядом. Закончилось отступлением русских войск.

## Начало кампании
Кампания 1790 года началась в марте удачным нападением русских войск не бригаду Стеднигка, потерявшего в бою 200 человек убитыми. Но русским не удалось вытеснить шведов из занятой ими позиции.
Шведский король Густав III, прибывший к войскам, планировал действовать из Саволакса. Так как в апреле все озёра, реки и болота были ещё покрыты льдом, во время больших морозов пришлось перетаскивать пушки по льду и снегу. 15 апреля шведский армейский корпус численностью 4000 человек под личным командованием короля подошёл к Пардакоски (Партакоски) и Кернакоски (Кярнякоски) и, внезапно атаковав, разбил две русские егерские роты, захватил провиант и две пушки, а также 40 пленных. Четыре другие роты, отрезанные в Суоменниеми, были вынуждены отойти по озеру Кулискову в Савитайпале.

## Ход сражения
Когда потеря Пардакоски и Кернакоски заставила русских отойти из района Кюмийоки для оказания поддержки в Савитайпале, Густав III собрал в Яале из числа уроженцев собственно Швеции группировку в десять батальонов, которым были приданы артиллерия и горстка Уусимааских драгун, — всего около 3500 человек. 28 апреля эти силы переправились через реку Кюмень (Кюмийоки) в деревне Пёрилле (Пюёрюля) по наспех построенному мосту и через брод. На следующий день они продолжили свой марш к Валкеале, где стояли российские войска (3 батальона пехоты, казаки, численностью в 3000 человек) под командованием генерал-майора Ф. П. Денисова. 
Шведские силы, вступившие вечером в бой, насчитывали примерно 3000 человек, поскольку три батальона были направлены на охрану переправы через брод и тыловые позиции. Они в линейном боевом порядке атаковали позиции российских войск на холме, устроенные на северо-западной стороне деревни Валкеала. Штыковой удар примерно в 22 часа заставил русских отойти. Отряд Денисова отступил и расположился близ большой Коувольской дороги.
У шведов было 13 убитых и 137 раненых солдат, в том числе и сам король, получивший легкую контузию руки. На поле боя осталось 50 убитых русских, 70 раненых и еще 40 пленных. Шведы захватили большую часть припасов, оставленных отступившими русскими войсками.